# Hnefatafl

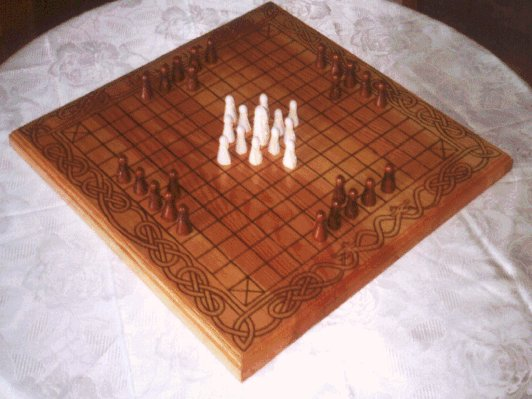
A Tafl egyik variánsának kezdőállása

A hnefatafl egy kora középkori, elsősorban a vikingekre jellemző játék. A sakk elterjedése előtt Európa legelterjedtebb játékának mondható. Lappföldi változata a tablut.
Mivel a játékot nem játszották a középkor után, és mivel nem maradt fenn teljes leírás róla, ezért a játékszabályoknak csak rekonstrukciója létezik.
A játék érdekessége, hogy a két fél helyzete nem szimmetrikus: az egyik félnek, világosnak egy királya és néhány a királyt védő harcosa van, míg a másiknak, sötétnek több harcosa, amelyeknek a király bekerítése a feladata. A játékot sok variánsban, több táblamérettel, és ennek megfelelően többfajta kezdeti felállással játszották. Néhány variáció lehetett a játékszabályokban is. Az ellenfél bábujának levétele itt ütés helyett közrefogással történik. A király közrefogásával sötét nyer, míg ha a királynak sikerül kimenekülnie a sarkokra, vagy oldalra (variációtól függ), akkor világos nyer.
Az aszimmetriából adódóan nehéz a játékot kiegyensúlyozni, a szokásos felállásokban világos helyzetét kicsit előnyösebbnek gondolják. Emiatt szokásos volt párosával játszani a mérkőzéseket felváltott színekkel, hogy igazságos legyen a játék.
A játékhoz tartozó finn történet szerint a világos fő bábu a svéd király, avagy az orosz cár, a közrefogók pedig finn lázadók.
Terry Pratchett Korongvilág-univerzumában létező Baff nevű táblajáték ezen játék egy változata.